# Šahovska uganka
Šahovska uganka je zvrst naloge - uganke, ki uporablja šahovnico in/ali figure, vendar ne gre za klasičen šahovski problem ali taktično nalogo.
Na sliki je prikazan primer uganke z imenom Detektivski šah. Imamo pet figur: kralj, dama, trdnjava, lovec in skakč. Ugotoviti je potrebno, katere od figur stojijo na označenih (zelenih) poljih, tako da bo rdeča številka pravilno označevala, kolikokrat je napadeno polje s številko. 
Rešitev je enolična: Kd6, Tc8, Sa7, La4 in Da1.